# Domenico Libri
Domenico Libri, detto anche Don Mico (Reggio Calabria, 24 maggio 1934 – Napoli, 1º maggio 2006), è stato un mafioso italiano.
Capobastone della 'ndrangheta calabrese e capo dell'omonima cosca insieme a suo fratello Pasquale controllava il quartiere Cannavò di Reggio Calabria. Secondo il pentito Paolo Iannò avrebbe la dote di quartino e avrebbe fatto parte del Crimine.

## Attività criminale
Grazie ai contatti col politico Riccardo Misasi la sua società, l'Edilizia Reggina vinse gli appalti pubblici.
Venne arrestato nel 1962 per possesso illegale di armi e successivamente anche per estorsione, istigazione all'omicidio, traffico di droga e associazione criminale.
Nel 1985, allo scoppio della seconda guerra di 'Ndrangheta si schiera insieme ai De Stefano.
Dopo la morte di Paolo De Stefano il 13 ottobre dello stesso anno diventa insieme a Giovanni Tegano capo del suo schieramento.
Il 13 ottobre 1986 viene arrestato a Milano.
Il 10 settembre 1988 subisce una vendetta trasversale, suo figlio Pasquale Rocco Libri viene ucciso in carcere da un cecchino.
Il 17 marzo 1989 subisce lui stesso un attentato sempre da un cecchino, mentre veniva portato dai Carabinieri al tribunale.
Il 5 giugno scappa da una clinica a Milano e incomincia la sua latitanza.
Nel settembre del 1991 viene finalmente raggiunta una pace, fortemente voluta dallo stesso Domenico, e fu sancita grazie all'aiuto di altri capi della 'Ndrangheta.
Per la sua fazione garantì Antonio Nirta.
Dopo la pace fu nominato membro della nuova commissione interprovinciale, creata per evitare ulteriori conflitti fra le famiglie.
Viene poi arrestato all'aeroporto di Marsiglia il 17 settembre 1992 dal SISDE dall'Interpol italiana e dai servizi di sicurezza francesi. È stato condannato a 10 anni per associazione mafiosa.
Per ragioni mediche gli vengono concessi gli arresti domiciliari.
Nell'aprile 2002 nel processo Olimpia viene condannato a 6 ergastoli per l'omicidio di 18 persone e per associazione a delinquere di stampo mafioso.
Viene arrestato nuovamente nel marzo 2006 a Prato dove viveva ai domiciliari.
Muore il primo maggio 2006 nella prigione di Secondigliano a Napoli.
Ha un fratello, Pasquale Libri, facente parte della commissione provinciale della 'Ndrangheta.